# موتور عبداللهی راد
موتور عبداللهی راد یک منطقهٔ مسکونی در ایران است که در دهستان دلگان واقع شده‌است. موتور عبداللهی راد ۵۱ نفر جمعیت دارد.